# Maiuscole mediali
L'uso delle maiuscole mediali, è la convenzione di scrivere parole composte o frasi unendo tutte le parole tra loro, ma lasciando le loro iniziali maiuscole.
Le maiuscole mediali sono state la prima convenzione usata dai wiki per la creazione dei wikilink: l'idea è che è immediato per un sistema automatico riconoscere questo tipo di parole e convertirle in un collegamento. Il problema legato alla necessità di avere sempre almeno due parole per comporre un link ha in seguito portato all'uso della convenzione tra doppie quadre.
L'uso di una simile pratica è però molto anteriore: tralasciando i cognomi come McCartney, alcuni esempi degli anni cinquanta come CinemaScope.

## In combinazioni di parole
L'uso delle maiuscole mediali come convenzione nell'ortografia regolare dei testi di tutti i giorni è raro, ma viene utilizzato in alcune lingue come soluzione a problemi particolari che sorgono quando due parole o segmenti vengono combinati.
In italiano, i pronomi possono essere suffissi ai verbi, e poiché la forma onorifica dei pronomi in seconda persona è maiuscola, questo può produrre una frase come non ho trovato il tempo di risponderLe ("Non ho trovato il tempo di risponderti" - dove Le significa "per te").
In tedesco, la lettera mediale maiuscola I, chiamata Binnen-I, è talvolta usata in una parola come StudentInnen ("studenti") per indicare che sia Studenten ("studenti maschi") e Studentinnen ("studentesse") sono intese simultaneamente. Tuttavia, le lettere maiuscole a metà parola non sono conformi all'ortografia tedesca a parte i nomi propri come McDonald ; l'esempio precedente potrebbe essere scritto correttamente usando le parentesi come Student (inn) en, analogo a "congress (wo) men"in inglese.
In irlandese, la camelCase è usata quando un prefisso flessivo è attaccato a un nome proprio, per esempio i nGaillimh ("a Galway"), da Gaillimh ("Galway"); an tAlbanach ("la persona scozzese"), da Albanach ("persona scozzese"); e go hÉirinn ("in Irlanda"), da Éire ("Irlanda"). Nella recente ortografia gaelica scozzese è stato inserito un trattino: a t-Albannach.
Questa convenzione è utilizzata anche da diverse lingue bantu scritte (ad es. KiSwahili, "lingua swahili"; isiZulu, "lingua zulu") e da diverse lingue indigene del Messico (ad es. Nahuatl, Totonacan, Mixe-Zoque e alcune lingue otomanguea).
In olandese, quando si utilizza il digrafo ij in maiuscolo, sia la lettera I che la lettera J sono in maiuscolo, ad esempio nel nome di campagna IJsland ("Islanda").
Nel pinyin cinese, la camelCase viene talvolta utilizzata per i nomi dei luoghi in modo che i lettori possano individuare più facilmente le diverse parti del nome. Ad esempio, luoghi come Pechino (Beijing) (北京), Qinhuangdao (秦皇岛), e Daxing'anling (大兴安岭) possono essere scritte come BeiJing, QinHuangDao, e DaXingAnLing, rispettivamente, con il numero di lettere maiuscole eguagliando il numero di caratteri cinesi. La scrittura di parole composte solo dalla lettera iniziale di ogni carattere è accettabile in alcuni casi, quindi Pechino può essere scritta come BJ, Qinghuangdao come QHD e Daxing'anling come DXAL.
In inglese, le maiuscole mediali si trovano di solito solo nei nomi scozzesi o irlandesi "Mac-"o "Mc-", dove ad esempio, MacDonald, McDonald e Macdonald sono varianti ortografiche comuni con lo stesso nome, e in anglo-normanno nomi "Fitz-", dove ad esempio si trovano sia FitzGerald che Fitzgerald.
Nella loro guida in stile inglese, The King's English, pubblicata per la prima volta nel 1906, HW e FG Fowler hanno suggerito che le maiuscole mediali potrebbero essere usate in parole composte triple dove i trattini causerebbero ambiguità: gli esempi che danno sono KingMark-like (rispetto a King Mark-like) e Anglo-SouthAmerican (rispetto a Anglo-South American). Tuttavia, hanno descritto il sistema come "troppo irrimediabilmente contrario all'uso attuale".

## Nelle traslitterazioni
Nella traslitterazione scientifica di lingue scritte in altre scritture, le maiuscole mediali sono usate in situazioni simili. Ad esempio, in ebraico traslitterato, ha'I vri significa "la persona ebraica"o "l'ebreo" e b'Yerushalayim significa "a Gerusalemme". Nei nomi propri tibetani, come rLobsang, la "r" sta per un glifo del prefisso nella scrittura originale che funziona come un indicatore di tono piuttosto che una normale lettera. Un altro esempio è ts I urku, una trascrizione latina del termine ceceno per la pietra di copertura delle caratteristiche torri difensive medievali di Cecenia e Inguscezia; la "I" maiuscola qui denota un fonema distinto da quello trascritto come "i".

### In abbreviazioni
Le maiuscole mediali sono tradizionalmente utilizzate nelle abbreviazioni per riflettere le maiuscole che le parole avrebbero una volta scritte per intero, ad esempio nei titoli accademici PhD o BSc. In tedesco, i nomi degli statuti sono abbreviati utilizzando lettere maiuscole incorporate, ad esempio, StGB per Strafgesetzbuch (codice penale), PatG per Patentgesetz (legge sui brevetti), BVerfG per Bundesverfassungsgericht (Corte costituzionale federale), o la molto comune GmbH, per Gesellschaft mit beschränkter Haftung (società a responsabilità limitata). In questo contesto, possono esserci anche tre o più notazioni a cammello maiuscole, ad esempio, in TzBfG per Teilzeit- und Befristungsgesetz (legge sul part-time e sulle occupazioni a tempo limitato). In francese, acronimi in caso di notazione a cammello come OuLiPo (1960) sono stati favoriti per un certo periodo come alternative agli inizialismi.
La camelCase è spesso usata per traslitterare le iniziali in alfabeti in cui possono essere necessarie due lettere per rappresentare un singolo carattere dell'alfabeto originale, ad esempio, DShK dal cirillico ДШК.

## Storia dell'uso tecnico moderno

### Formule chimiche
Il primo uso sistematico e diffuso delle maiuscole mediali per scopi tecnici fu la notazione per formule chimiche inventata dal chimico svedese Jacob Berzelius nel 1813. Per sostituire la moltitudine di convenzioni di denominazione e simboli utilizzate dai chimici fino a quel momento, propose di indicare ciascuna sostanza chimica elemento da un simbolo di una o due lettere, la prima maiuscola. Le maiuscole consentivano di scrivere formule come "NaCl "senza spazi e di essere analizzate senza ambiguità.
Il sistema di Berzelius continua ad essere utilizzato, aumentato con simboli di tre lettere come "Uue "per elementi non confermati o sconosciuti e abbreviazioni per alcuni sostituenti comuni (specialmente nel campo della chimica organica, ad esempio, "Et" per "etile-"). Questo è stato ulteriormente esteso per descrivere le sequenze amminoacidiche di proteine e altri domini simili.

### Uso precoce nei marchi
Dall'inizio del XX secolo, le maiuscole mediali sono state occasionalmente utilizzate per nomi di società e marchi di prodotti, come
- DryIce Corporation (1925) commercializzò la forma solida di anidride carbonica (CO2) come "ghiaccio secco", portando così al suo nome comune[9].
- CinemaScope e VistaVision, formati di film widescreen rivali (1953)
- ShopKo (1962), negozi al dettaglio, successivamente ribattezzato Shopko
- MisteRogers Neighbourhood, la serie TV chiamata anche Mister Rogers' Neighbourhood (1968)[10]
- ChemGrass (1965), successivamente ribattezzato AstroTurf (1967)
- ConAgra (1971), già Consolidated Mills
- MasterCraft (1968), un produttore di barche sportive
- AeroVironment (1971)
- PolyGram (1972), precedentemente Grammophon-Philips Group.
- United HealthCare (1977)
- MasterCard (1979), precedentemente Master Charge
- SportsCenter (1979)

### Aziende e prodotti di computer
Qualunque sia la sua origine nel campo dell'informatica, la convenzione è stata utilizzata nei nomi delle società di computer e dei loro marchi commerciali, sin dalla fine degli anni '70, una tendenza che continua ancora oggi:
- (1977) CompuServe
- (1978) WordStar
- (1979) VisiCalc
- (1982) MicroProse, WordPerfect
- (1983) NetWare
- (1984) LaserJet, MacWorks, PostScript
- (1985) PageMaker
- (1987) ClarisWorks, HyperCard, PowerPoint
- (1990) WorldWideWeb, successivamente ribattezzato Nexus

### Diffusione nell'uso mainstream
Negli anni '80 e '90, dopo che l'avvento del personal computer ha esposto al mondo la cultura hacker, la camelCase è diventata di moda anche per i nomi commerciali delle società in settori non informatici. L'utilizzo mainstream era ben consolidato nel 1990:
- (1980) EchoStar
- (1984) BellSouth
- (1985) EastEnders
- (1986) SpaceCamp
- (1990) HarperCollins, SeaTac
- (1998) PricewaterhouseCoopers, fusione di Price Waterhouse e Coopers

Durante la bolla delle dot-com della fine degli anni '90 del XX secolo, i prefissi minuscoli "e" (per "elettronico") e "i" (per "Internet","informazione", "intelligente", ecc.) divennero abbastanza comuni, dando luogo a nomi come iMac di Apple o la piattaforma software eBox.
Nel 1998, Dave Yost suggerì che i chimici usassero le maiuscole mediali per facilitare la leggibilità di nomi chimici lunghi, ad esempio, scrivono AmidoPhosphoRibosylTransferase, invece di amidophosphoribosyltransferase. Questo uso non è stato ampiamente adottato.
La notazione a cammello viene talvolta utilizzata per i nomi abbreviati di alcuni quartieri: ad esempio, i quartieri di New York City SoHo (So uth of Ho uston Street) e TriBeCa (Tri angle Be low Ca nal Street) e San Francisco's SoMa (So uth of Ma rket). Tali usi si deteriorano rapidamente, quindi i quartieri ora sono tipicamente resi come Soho, Tribeca e Soma.
La capitalizzazione interna è stata utilizzata anche per altri codici tecnici come HeLa (1983).